# Michael Atavar
Michael Atavar ist ein britischer Künstler aus Dublin (Irland), der durch Performances, computergestützte Installationen und Digitale Kunst für das Internet bekannt geworden ist.

## Leben
Von 1992 bis 1998 arbeitete er als Performance Artist, um sich anschließend der digitalen Kunst und der künstlerischen Arbeit im Internet zuzuwenden. 1998 gewann er den Best-of award im Internet-Forum des COMTEC 98 Festival of Computer Art in Dresden und 1999 den Runner-up prize (ein Hypertext-Wettbewerb) trAce/Alt-X International Hypertext Competition.
2001 produzierte Atavar für die Heftbeilage G2 magazine der Zeitung The Guardian „Join the dots“ das eine Auflage von 400.000 Stück erreichte. 2005 besuchte er auf Einladung des British Council’s Artist Links Programmes Shanghai, China, wo seine Arbeit dusk (Dämmerung) entstand und über die in der Times im September 2006 ein Artikel von Grayson Perry erschien.
Atavar lebt und arbeitet in London. Seine Arbeit dusk wurde im Victoria and Albert Museum, in der Hayward Gallery and Artsadmin vorgestellt.

## Werke (Auswahl)
- Tiny Stars (1993)
- Don't You Want Me, Baby? (1994)
- Rock 'N' Roll (1996)
- 101 NITES (1995)
- * * * * (1998)
- Snow paper scissors rain (1999)
- Plus : ( : ) (1999)
- Thethingitis™ (2000)
- Intimacy (2000)
- Windows (2001)
- Duolc (2001)
- Four dashes (2002)
- Four walls (2004)
- IMHO (2005)
- dusk (2005)

## Websites von Michael Atavar
- atavar.com
- e-says.com
- creativepractice.com

## Buchveröffentlichung
- Michael Atavar: Tiny stars: 70s 80s 90s. Rosamund St., London, 1997, ISBN 0-9531073-0-2